# Porażyn-Tartak
Porażyn-Tartak – wieś w Polsce, położona w województwie wielkopolskim, w powiecie nowotomyskim, w gminie Opalenica.
Miejscowość wchodzi w skład sołectwa Porażyn-Dworzec. 
W latach 1975–1998 miejscowość administracyjnie należała do województwa poznańskiego.